# Mörlenbach
Mörlenbach – gmina w Niemczech, w kraju związkowym Hesja, w rejencji Darmstadt, w powiecie Bergstraße.

## Współpraca
Miejscowości partnerskie:
- Aszófő, Węgry
- Gárdony-Agárd, Węgry
- Gondreville, Francja
- Großbreitenbach, Turyngia